# Pesindhèn
En Indonesia se denomina pesindhèn (informalmente sindhen o sinden; también llamada waranggono) a una cantante solista que canta junto con un conjunto de música tradicional llamado gamelan. Ellas pueden cantar en actuaciones de música o danza sin acompañamiento, o wayang.
La pesindhèn puede cantar junto con un gerong (coro masculino), pero sus estilos y letras serán diferentes. La parte del sindhen es principalmente improvisada dentro de ciertos parámetros estrictos (en forma similar a lo que se hace con el cengkok instrumental). A la sindhen se le permite utilizar un ritmo mucho más libre, similar al rebab y suling, en vez del estricto ritmo del gerong.
El término sindhen también puede hacer referencia al coro de cantantes hombres y mujeres que se utiliza para acompañar a las danzas de la corte denominadas bedhaya y serimpi. En esta acepción, el término pesindhen se utiliza para nombrar a los miembros individuales del coro.